# Jonathan Wilkinson

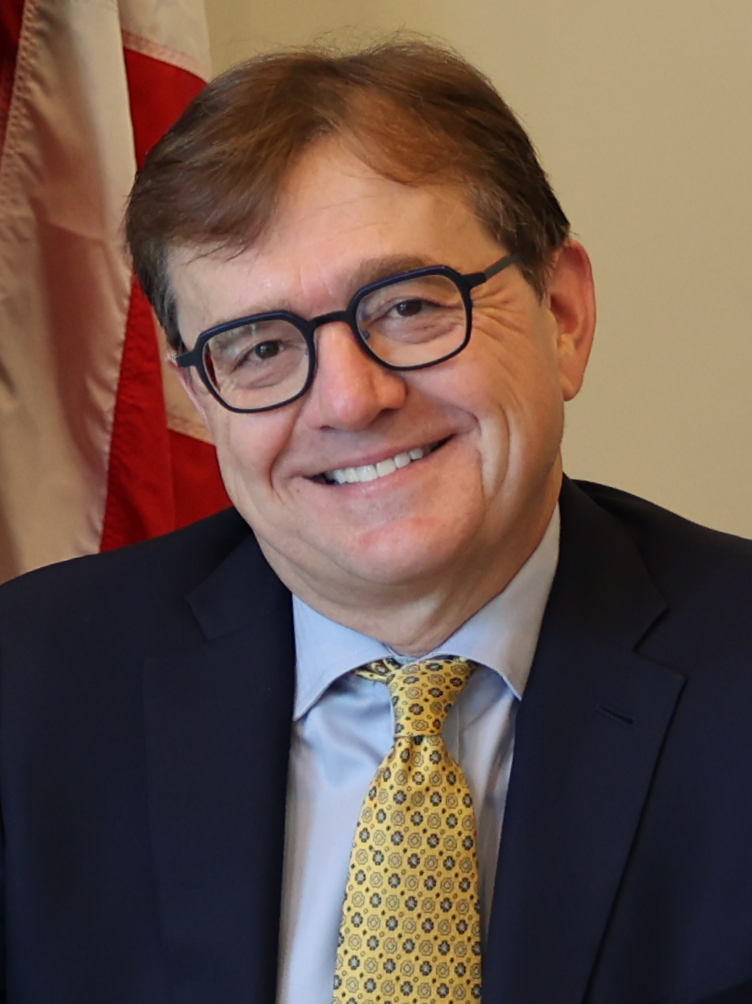
Jonathan Wilkinson (2023).

Jonathan Wilkinson PC (geboren 1965 in Sault Ste. Marie, Ontario) ist ein kanadischer Politiker der Liberalen Partei. Von 2019 bis 2021 stand er als Minister of Environment and Climate Change im Kabinett von Premierminister Justin Trudeau dem Ministerium für Umwelt und Klimawandel vor, bevor er ab 2021 als Minister of Natural Resources die Verantwortung für das Department of Natural Resources übernahm. Zuvor war er bereits als Minister of Fisheries, Oceans and the Canadian Coast Guard für das Department of Fisheries and Oceans Canada verantwortlich, welchem auch die kanadische Küstenwache untersteht. Im kanadischen Unterhaus vertritt Wilkinson seit 2015 den Wahlkreis North Vancouver.

## Leben
Wilkinson wuchs in Saskatoon auf. Er studierte zunächst an der University of Saskatchewan, wo er den Bachelor of Arts erwarb. Als Rhodes-Stipendiant belegte er dann den Studiengang Philosophy, Politics and Economics am Exeter College der Oxford University. Nach seinem Abschluss als Master of Arts kehrte er nach Kanada zurück und erwarb an der McGill University einen zweiten Masterabschluss in Internationalen Beziehungen. Anschließend arbeitete Wilkinson als Berater des Premierministers von Saskatchewan Roy Romanow und im öffentlichen Dienst der Provinz. 1995 trat er in die Unternehmensberatung Bain & Company in Toronto ein. 1999 zog Wilkinson nach Vancouver, um für QuestAir Technologies, einen Produzenten von Gasreinigungsanlagen, zu arbeiten, dessen CEO er 2002 wurde. 2009 wechselte er als Senior Vice President zu dem Bioenergieunternehmen Nexterra Systems. Zwei Jahre später wurde er CEO bei BioteQ, einem Hersteller von Wasseraufbereitungsanlagen.
In seiner Jugend unterstützte Wilkinson die sozialdemokratische Neue Demokratische Partei und war eine Zeit lang Vorsitzender der Jugendorganisation der NDP in Saskatchewan. 2015 trat er als Kandidat der Liberalen Partei im Wahlkreis North Vancouver an, den er mit 56,7 Prozent der Stimmen gegen den vorherigen konservativen Mandatsinhaber Andrew Saxton gewinnen konnte. Im selben Jahr wurde er als parlamentarischer Staatssekretär zum Minister für Umwelt und Klimawandel abgeordnet. 2018 ernannte Premierminister Justin Trudeau Wilkinson zum Minister für Fischerei, Ozeane und die kanadische Küstenwache. Bei der Unterhauswahl 2019 konnte er seinen Sitz im Unterhaus trotz deutlicher Verluste mit 42,9 Prozent der Wählerstimmen verteidigen. Am 20. November 2019 folgte ein Kabinettumbau, bei dem Wilkinson von Trudeau zum Minister für Umwelt und Klimawandel ernannt wurde. Sein bisheriges Amt übernahm Bernadette Jordan.
Wilkinson ist verheiratet und hat zwei Töchter.